# Eleutherodactylus limbensis
Espèce
Synonymes
- Eleutherodactylus schmidti limbensis Lynn, 1958

Eleutherodactylus limbensis est une espèce d'amphibiens de la famille des Eleutherodactylidae.

## Répartition
Cette espèce est endémique d'Haïti. Elle se rencontre du niveau de la mer à 1 030 m d'altitude dans le massif du Nord.

## Étymologie
Son nom d'espèce, composé de limb[é] et du suffixe latin -ensis, « qui vit dans, qui habite », lui a été donné en référence au lieu de sa découverte, la ville de Limbé.

## Publication originale
- Lynn, 1958 : Some amphibians from Haiti and a new subspecies of Eleutherodactylus schmidti. Herpetologica, vol. 14, p. 153-157.